# 아르키메데스의 무한소 논법
아르키메데스의 무한소 논법은 역사상 최초로 분명하게 무한소를 사용한 논법으로 알려져있으며, 아르키메데스 C 사본에서 발견되었다. C 사본에서 아르키메데스는 그의 "역학적 방법"을 설명하는데, 이는 지렛대에 작용하는 토크와 무게 중심의 개념을 사용한다. 이들 개념은 모두 아르키메데스에 의해 처음 도입되었다.
역설적이게도 아르키메데스는 무한소의 존재를 믿지 않았으며, 자신의 논법은 수학적으로 엄밀한 증명이 아니라고 말했다.

## C 사본의 정리 1
그림의 곡선은 포물선이다. 점 A와 B는 포물선 위의 점이며, 직선 AC는 포물선의 축과 평행하고, 직선 BC는 포물선에 접한다. 정리 1은 다음과 같다.
삼각형 ABC의 면적은 포물선과 선분 AB로 둘러싸인 부분의 면적의 3배이다.
증명: 점 D를 선분 AC의 중점이라고 하자. 선분 JB를 점 D를 받침점으로 하는 지렛대라고 생각하자. 점 J와 B는 받침점 D와 같은 거리에 있다. 아르키메데스가 증명한 바와 같이, 삼각형 ABC의 무게중심 I는 '지렛대' JB 위에 있으며 DI:DB = 1:3 을 만족한다.  따라서 삼각형 ABC의 전체 무게가 점 I에 집중되어 있고 포물선과 선분 AB로 둘러싸인 부분의 무게가 점 J에 집중되어 있다고 가정할 때 지렛대 JB가 평형을 이룬다는 사실을 보이면 충분하다. 만일 삼각형 ABC의 전체 무게가 점 I에 집중되어 있다고 가정하면, 포물선의 축과 평행한 각각의 선분 EH의 무한히 작은 무게는 선분 EH가 지렛대 JB와 만나는 점 G에 집중된다. 따라서 선분 EH의 무게가 점 G에 집중되어 있고, 선분 EH의 포물선 부분인 선분 EF의 무게가 점 J에 집중되어 있다고 가정할 때 지렛대 JB가 평형을 이룬다는 사실을 보이면 된다. 즉,  EF:GD = EH:JD를 보이면 된다. 이는 EF:DG = EH:DB 와 동치이며, 따라서 EF:EH = AE:AB 와 동치이다. 그런데 마지막 비례식은 포물선의 방정식에 의해 참이다. (증명 끝)